# Pius Fink
Pius Fink (3. března 1832 Sulzberg – 16. září 1874 Bad Gleichenberg) byl rakouský strojní inženýr a lokomotivní konstruktér.

## Životopis
Narodil se 3. března 1832 v Sulzbergu ve Vorarlbersku v rodině hřebíkářského mistra Fridricha Antona Finka a Kathariny roz. Baldauf. Po gymnaziálních studiích absolvoval v letech 1850–54 vídeňský c.k. Polytechnický institut. Po jednoroční praxi v Siglově strojírně se jako asistent na stolici mechaniky a strojírenství vrátil na Polytechnický institut.

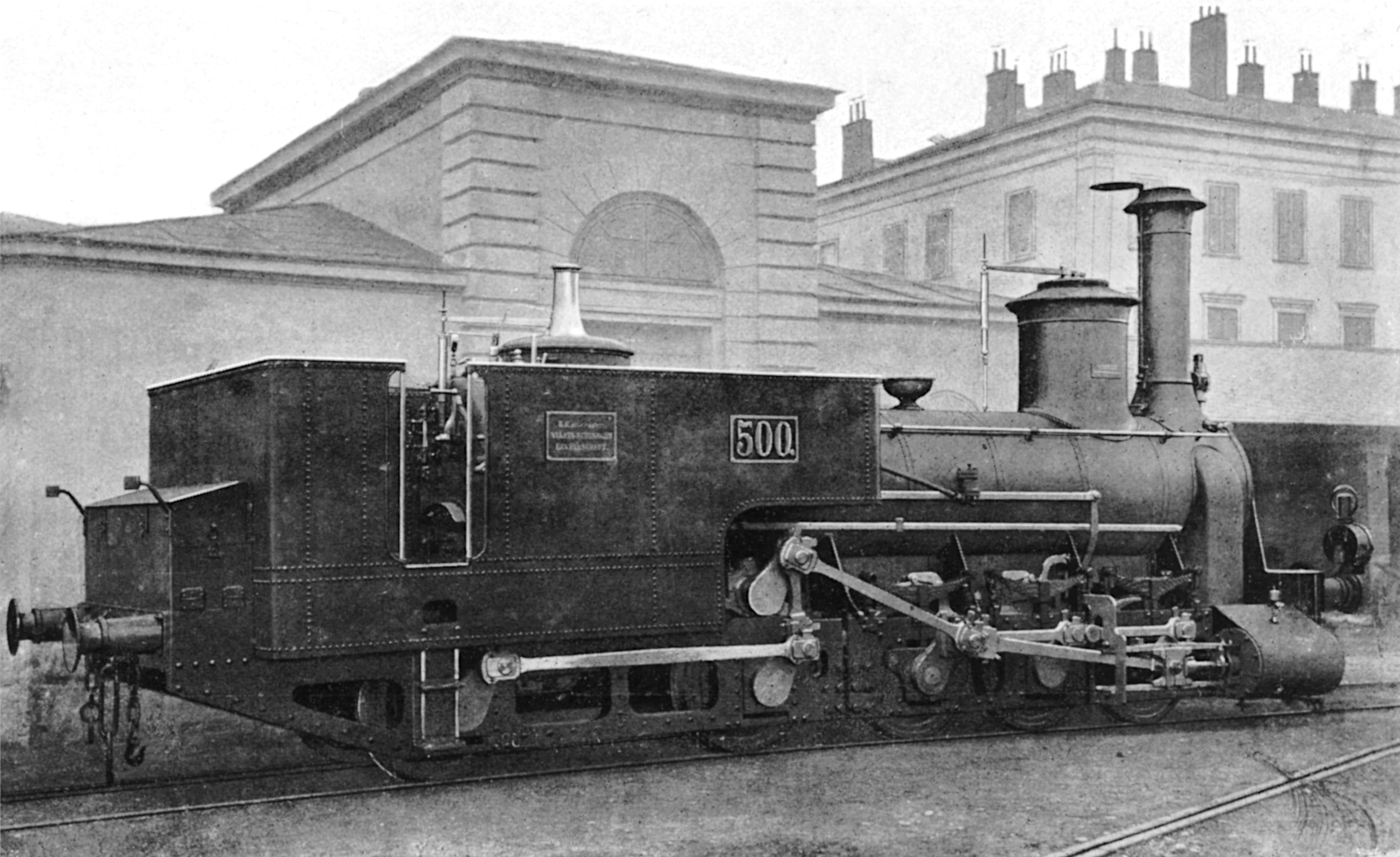
Lokomotiva Steyerdorff (Anina) horské dráhy Oravita-Anina s pomocným náhonem na kola polotendru, vyprojektovaná Piem Finkem

Na doporučení svého profesora pracoval od roku 1859 pro lokomotivku rakouské Společnosti státní dráhy. Tam pod vedením ředitele Wilhelma Engertha navrhl důmyslnou úpravu Engerthovy polotendrové lokomotivy, u které byly přes speciální jalovou hřídel poháněny také nápravy tendru, při zachování vzájemného natáčení dílů vozidla v oblouku. Čtyři vyrobené exempláře byly od roku 1863 používány Společností státní dráhy na horské dráze Oravita–Anina v Banátu. Řešení však nebylo bez vad a šířeji se neuplatnilo.
V roce 1872 přijal místo šéfinženýra svrchní stavby a strojní služby u rakouské Společnosti pro výstavbu železnic. Zemřel po krátké nemoci 16. září 1874 ve štýrském Bad Gleichenbergu.
Fink byl i autorem řídicího systému pro vodní turbíny, zvaného „Fink-Regelung“. Vylepšoval mechanismus ovládání parního šoupátka nebo vrtačku do kamene, přičemž se zabýval i hospodárností provozu parních lokomotiv.
Finkova kniha Construction Der Maschinenteile (1859) byla ve své době považována za standardní příručku ve strojírenství.